# Iron Seed
Iron Seed est un jeu vidéo de simulation de commerce et de combat spatial développé et publié en 1994 par Channel 7. Le jeu se déroule en temps réel dans un univers de science-fiction, avec des aspects de commerce et de combat.

## Présentation
Le joueur débute avec un vaisseau unique et une équipe qu'il aura définie. Les planètes sont générées aléatoirement ; les différents designs du vaisseau ainsi que les choix lors de la constitution de l'équipe permettent plusieurs styles de jeu. La recherche, l'exploration et les contacts avec les extra-terrestres sont des éléments essentiels pour le succès.
Les modifications du vaisseau et ses améliorations ainsi que les artifacts aident le joueur dans sa progression.
Les combats sont aussi bien aléatoires que décidés par le joueur.

## Historique
Le scénario et les éléments graphiques ont été conçus par Jeremy Stanton ; le code écrit par Robert W. Morgan III. La musique a été composée par Andrew Sega, connu dans le milieu de la démo des années '90 en tant que Necros. Le jeu fut distribué par Softdisk en 1994.
Plusieurs années après la fin de sa commercialisation, il fut diffusé à partir de 2003 pour promouvoir le développement d'une nouvelle version, Ironseed II.
Des corrections au projet initial étaient également proposées. Devant le manque d'avancement du projet, les développeurs ont publié les codes sources sous la licence GPL en mars 2013.
Le dernier patch (v1.20.0016) est également disponible.

## Détails techniques
Ce jeu a été développé avec Borland Turbo Pascal pour DOS.
Un bug dans la bibliothèque de runtime fournie avec Turbo Pascal donnait un message d'erreur 'Runtime error 200' sur les systèmes équipés de CPUs ayant une fréquence d'horloge supérieure à 200 MHz. Ceci fut corrigé plus tard par un patch.